# Костас Гавриилидис
Константинос (Костас) Гавриилидис (на гръцки: Κωνσταντίνος Γαβριηλίδης, Κώστας Γαβριηλίδης) е ляв гръцки политик, кмет на Кукуш и депутат.

## Биография
Гавриилидис е роден на 31 декември 1897 година в Като Цапики, край град Селим в провинция Карс, Южен Кавказ, която тогава е в Руската империя. Костас е единственото оцеляло от дванадесетте деца в семейството, отгледани в бедност и лишения. Успява да стане учител. През 1915 година се жени за Теодора (Сиота) Столтиду, с която имат четири деца. В 1916 година е мобилизиран в руската армия, воюваща в Първата световна война.
През 1920 година по-голямата част от гръцкото население напуска Кавказ и емигрира в Гърция. Семейството му се заселва в бившето българско село в Кукушко Кушево. В Кукушко Гавриилидис се отдава на политически и социални борби. Става член-учредител на Асоциацията за селскостопански кооперации в Кукуш в 1927 година и неин председател от 1928 година. На изборите в 1932 и 1933 година е за депутат от Селската партия на Гърция (СПГ). В 1936 година Гавриилидис е избран за кмет на Кукуш, но след преврата на Йоанис Метаксас от 4 август 1936 година резултатите от изборите са отменени, Гавриилидис е уволнен от номарха Христос Дреляс и е заточен на остров Анафи. В края на годината е преместен в Атина, където претърпява стомашна операция. След операцията успява да избяга и преминава в нелегалност.
През 1938 година е избран за секретар на СПГ. Малко след това е арестуван и затворен на Корфу, където остава една година. Освободен, само за да бъде арестуван отново в 1941 година и затворен в лагерите на Трикала и Лариса.
След капитулацията на Италия, Гавриилидис е освободен по здравословни причини и на 12 септември 1943 година и той става партизанин. Като секретар на СПГ е член на Централния комитет на Националния освободителен фронт на Гърция (ЕАМ). На 10 март се създава Политическият комитет за национално освобождение, правителство в планината, и Гаврилиидис поема секретариата (министерството) на земеделието. По време на Националното събрание от 14 до 27 май 1944 година в Корисхадес, Евритания, Гавриилидис изнася историческата реч по селскостопанския въпрос.
През 1947 година след споразумението от Варкиза, Гавриилидис е заточен на Икария. На 29 януари 1948 година с генерал Манолис Мандакас са затворени на Макронисос. Гавриилидис страда от ангина пекторис и е прехвърлен в болница „Агия Олга“ в Атина. Върнат е на Макронисос, а по-късно е заточен на Агиос Евстратиос.
В 1951 година е избран за член на парламента от Солун, но изборът е отменен. Гавриилидис е избран за генерален секретар на Единната демократична левица и поема ръководството на вестник „Димократики“.
През 1952 година, въпреки сериозните здравословни проблеми, отново е заточен на Агиос Евтратиос. Претърпява инсулт и умира на 27 септември 1952 година.